# Recommerce Solutions
Recommerce Solutions, ou Recommerce, est une entreprise française, spécialisée dans la reprise, le reconditionnement et la revente de smartphones reconditionnés.

## Description
Créée en 2009, l'entreprise est le pionnier français du recommerce, concept favorisant la re-commercialisation des biens d'occasion et s'inscrivant dans la logique de l'économie circulaire. La société est présente dans la majorité des pays d’Europe incluant la France, la Suisse et la Roumanie.

## Historique et évolution de la stratégie d’entreprise

### 2009: création de l'entreprise
La société a été créée en 2009 par Pierre-Étienne Roinat, Benoît Varin, Cédric Maucourt et Antoine Jeanjean, avec la volonté de mettre en place un "Business Model" qui combine développement durable et consommation responsable. En 2009, selon les chiffres d'un sondage TNS-Sofres, alors que 22 millions de téléphones portables sont mis en circulation chaque année en France, seulement 9 % de leurs propriétaires font en sorte qu'ils soient recyclés.
La société lance, dès ses débuts, le service solidaire MonExTel.com. Ce service permet de revendre son téléphone au profit d'une association caritative, via un processus en ligne simplifié permettant d'évaluer la valeur de son téléphone puis de l'expédier via une enveloppe pré-affranchie. MonExTel.com sera retenu parmi les "espoirs e-commerce" de la FEVAD en 2011.

### 2010: lancement des solutions de reprise multi-canales
À partir de 2010, la société décline le concept de reprise auprès des opérateurs téléphoniques, comme Bouygues Telecom, Virgin Mobile ou NRJ Mobile ou de marques telles que Recycler.fr. Les clients de ces opérateurs peuvent revendre leurs téléphones portables en points de vente, au moment où ils en achètent un nouveau.

### 2011: diversification des canaux de revente
La société profite de l'essor de la demande pour les produits d'occasion pour revendre la majorité de ses produits sur un marché de l'occasion très demandeur,. En décembre 2011, du fait de l’essor des forfaits vendus sans téléphone subventionné, la société lance pour le compte de Bouygues Telecom le premier service de vente en ligne de mobiles reconditionnés garantis,.
La société annonce avoir racheté et revendu 240 000 mobiles en 2011.
En juillet 2012, la société lancera des services de reprise et de revente de smartphones reconditionnés pour B&You à destination des clients sans engagement de l'opérateur.
La société réalise un chiffre d'affaires de 12 millions d'euros en 2012 et est rentable.

### 2013: levée de fonds
En février 2013, la société annonce une levée de fonds de 7,1 millions d'euros pour se développer à l'international et renforcer ses investissements dans les technologies de cotation des produits d'occasion. Le classement 2013 des entreprises d’avenir de L’Express a classé Recommerce Solutions à la 13e place.
Le 25 octobre 2013, TNS Sofres a publié, pour Recommerce Solutions, une étude révélant que 56 % des Français qui prévoient de racheter un téléphone dans les six prochains mois envisagent de donner ou de revendre leur ancien modèle. De plus, 66 % des futurs acheteurs (74 % chez les 15-50 ans) se disent très attentifs au prix de leur prochain mobile et sont également prêts à revendre l'ancien pour financer le nouveau. L'institut d'études souligne également que la principale préoccupation des particuliers qui conditionne le don ou la revente de leur téléphone portable réside dans le respect de la confidentialité des données par les opérateurs. Par ailleurs, 71 % des Français se sentent de plus en plus concernés par la notion de recyclage de leur téléphone portable.

### 2014: développement à l'international
En février 2014, la société annonce son développement international lors du Mobile World Congress de Barcelone, en Suisse, Pologne et Espagne. La société annonce également rejoindre le service de vérification des mobiles perdus ou volés de la GSM Association afin de s’assurer que les appareils reçus ne sont pas des produits perdus ou volés.
En novembre 2014, Recommerce officialise son partenariat avec Back Market, la place de marché dédiée au reconditionné, et distribue ses produits sur cette même plateforme.

### 2015: croissance de la reprise
À l'occasion de la sortie de l'iphone 6S, la société annonce se préparer à racheter, en 24 heures, quelque 7 000 smartphones, pour une valeur d'environ un million d'euros. Sur la semaine de sortie de l'iPhone, le volume des reprises devrait atteindre 20.000 terminaux.
Recommerce Solutions lance Fleexi,, un service de location courte durée de téléphones portables.

### 2018: nouvelle levée de fonds et notoriété
En février 2018, Recommerce Solutions lève 50 millions d’euros auprès de CREADEV, le family office de la famille Mulliez, et de Capzanine.

### 2019 - 2020: Entrée au Next40, labelisation et développement international
En septembre 2019 Recommerce Solutions intègre le Next40, indice gouvernemental de la French Tech identifiant les 40 sociétés technologiques française à haut potentiel pour devenir des leaders du secteur. La même année, elle obtient le grade Or d’Ecovadis et fait labelliser ses produits « Produit Reconditionné » par la Fédération du Réemploi et de la Réparation (RCUBE.org).
En 2020, Recommerce est de nouveau sélectionnée dans le Next40 et poursuit son développement à l’international, notamment au Benelux et en Allemagne.

### 2021: Rachat de sociétés et lancement de CircularX
Recommerce Solutions rachète deux sociétés : Fenix.eco qui lui permet d’ouvrir une filiale en Roumanie dans la continuité de son expansion européenne, et DealCertify, logiciel de testing de produits usagés en France.
Fin 2021, Recommerce Solution lance la plateforme CircularX, solution SaaS dédié à la seconde vie, proposant à tous les retailers et commerçants, dans tous les secteurs, de développer une offre de reprise, de reconditionnement et de reprise omnicanale.

### 2022: Adossement au groupe United.B
Pour soutenir son développement, Recommerce Solutions réalise un adossement capitalistique avec United.B, structure détenant Boulanger, Electrodépot, Hifi International et Krëfel.
Recommerce Solutions continue son expansion européenne en entrant sur le marché polonais, et obtient notamment un contrat avec Vodafone, premier opérateur télécom en Europe, particulièrement présent dans la zone DACH.
Recommerce Solutions est par ailleurs toujours lauréat de la FrenchTech120 pour la 4e année consécutive.

### 2024: Les 15 ans de l’entreprise
En 2024, Recommerce fête ses quinze ans avec un chiffre d’affaires record de 175 millions d’euros annuel.

### 2025: Nouvelle acquisition en Suisse
En 2025, Recommerce Group renforce sa présence en Suisse avec l'acquisition de Recommerce AG, société opérant sous la marque Verkaufen.ch.

## Investisseurs
En 2013, Recommerce Solutions lève 7,1 millions d'euros auprès de Seventure Partners et du Fonds ambition numérique géré par Bpifrance,.
En 2018, l'entreprise réalise une nouvelle levée de fonds de 50 millions d'euros auprès des fonds Capzanine et Creadev afin de soutenir sa croissance, notamment à l'international.
En 2022, Recommerce Solutions fait entrer United.b à son capital. 